# Joseph Brian
Joseph Brian fue un escultor francés, nacido en Aviñón el 21 de enero de 1801 y fallecido en París el 1 de mayo de 1861. Fue el ganador del 2º Premio de Roma en escultura de 1829.

## Datos biográficos
Joseph Brian nació el 21 de enero de 1801 en Aviñón donde su padre era barbero.
Tras haber recibido sus primeras lecciones de un escultor italiano llamado Serri, siguió sus estudios en la capital francesa, París, con el apoyo de una beca municipal.
Alumno de François Joseph Bosio en la Escuela de Bellas Artes de París, recibió, en 1829, el segundo gran premio de Roma compartido con Antoine Étex ; obtuvo, en 1832, el permiso del gobierno para acompañar a Roma, a su hermano menor, Jean-Louis Brian quien había sido galardonado aquel año, con el primer premio. Joseph Brian es en ocasiones nombrado como Brian l’Aîné o Brian el viejo. Vivió en Roma.
Participó en varios salones de París desde 1836, cuando presentó Eva y 1861.

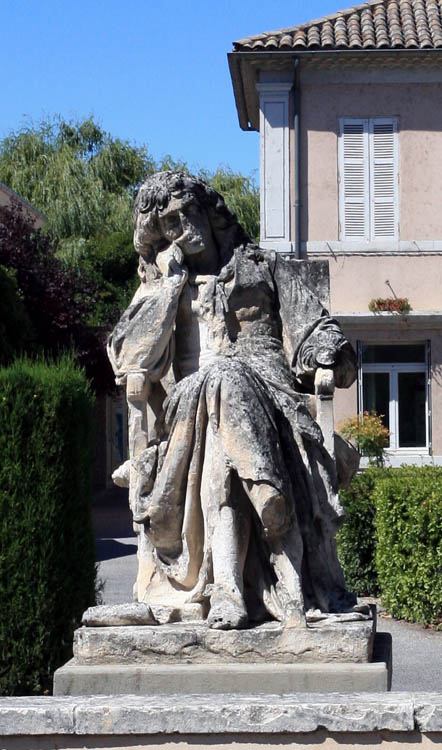
La estatua de Molière en la comuna de Thor.

Falleció en París, el 1 de mayo de 1861.

## Obras
- La mort d’Hyacinthe

La muerte de Jacinto bajorrelieve conservado en el museo de Aviñón con el que obtuvo el premio de Roma;
- Estatua de Molière en Aviñón : durante las obras de e la reconstrucción del teatro (fr), en 1846, los arquitectos encargaron a los hermanos Brian la realización de las esculturas de Molière y de Corneille destinadas a la plaza de acceso al edificio; Joseph esculpió la estatua de Molière : ésta se instaló inicialmente frente al teatro, pero no resistió las inclemencias climatológicas y fue sustituida por una copia idéntica obra del escultor Jean-Pierre Gras (fr); la original de J. Brian se encuentra en la comuna de Thor (Vaucluse) ;

- Busto de Claude Joseph Vernet : busto en mármol de Carrara, inaugurado el 12 de octubre de 1826 y ofrecido al museo de Aviñón en 1832 ;

- Estatua de Guillaume Budé : sobre la fachada principal, en el primer piso, del ayuntamiento de París;[1]

- Busto del doctor Conneau, médico del Emperador : salón de 1861 ;

- Frontón del pabellón Daru en el Palacio del Louvre : las figuras alegóricas de La Escultura y La Pintura así como las dos cariátides, en colaboración con su hermano menor, 1857;[2]

- Medallón de Charles Zeuner:[3] sobre el monumento funerario del artista en el cementerio de Montmartre;[4]

- Monumento de Jean Althen : el monumento original, que incluía una estatua de bronce de Brian Joseph y su hermano, se colocó en el jardín de Rocher des Doms (fr) en Aviñón; fue inaugurado el 21 de noviembre de 1847; la estatua de bronce de Althen ( fundida en París por los talleres Quesnel) permaneció en Aviñón hasta 1936 , cuando Louis Gros (fr), el alcalde de la villa de aquel tiempo, se lo ofreció a la municipalidad de Althen-des-Paluds y luego se instaló en la plaza de este pueblo; se fundió durante la ocupación y desde entonces ha sido sustituido por una pieza de Louis Ball.[5]

- Busto de Gérard Edelinck : busto en mármol de los Pirineos conservado en el château de Versailles[6]·[7]